# Dagens lösen
Dagens lösen (tyska: Die Losungen) är världens äldsta regelbundet utkommande andaktsbok. Den har utkommit sedan 1731, då den startades av Nikolaus Ludwig von Zinzendorf. I dag utges den på 51 olika språk med en upplaga på cirka 1,5 miljoner exemplar; fortfarande trycks den tyska upplagan i Herrnhut.
Den svenska upplagan utkom för första gången år 1884. I dag trycks den i 16 000 exemplar, varav 11 000 säljs i Sverige och 5 000 i Finland. Dagens lösen utkommer på Libris förlag.